# Anatolij Nyikolajevics Kvocsur
Anatolij Nyikolajevics Kvocsur (oroszul: Анатолий Николаевич Квочур) (Mazurovka, 1952. április 16. – 2024. április 15.) orosz repülőtiszt, berepülőpilóta.

## Élete
Ukrajna Vinnicjai területén, a Cserneveci járásban található Mazurovka faluban született. 1969-ben beiratkozott a Krasznodari területen fekvő Jejszk repülési főiskolájára. 
Tanulmányai elvégzése után, 1973-ban került pilótaként a Szovjet Hadsereg Légiereje NDK-ban állomásozó egységeihez. Két év múlva, 1975-ben egy vadászbombázó-raj parancsnokává nevezték ki. Később parancsnoki javaslatra beiskolázták a légierő berepülőpilóta-tanfolyamára, amelyet 1978-ban végzett el. Időközben 1977-ben leszerelt a hadseregtől. 
1978-tól 1981-ig  a Komszomolszki Repülőgépgyár berepülőpilótájaként dolgozott, feladata a gyárban készült Szu–22 vadászbombázó repülőgépek és azok különféle változatainak berepülése volt. Munka mellett 1981-ben elvégezte a Moszkvai Repülési Egyetemet.
1981-ben a Mikojan-tervezőiroda munkatársa lett. Részt vett a MiG–29 és a MiG–31 berepülési programjaiban, több légiharc-rakéta és levegő-föld rakéta tesztjében, valamint a MiG–29K hajófedélzeti vadászrepülőgép és az Admiral Kuznyecov repülőgép-hordozó rendszereinek a kipróbálásában.
Az 1988-as farnborough-i repüléstechnikai kiállításon először mutatta be a nyilvánosság előtt a harang-manővert egy MiG–29-cel.
1991-ben elhagyta a Mikojan-tervezőirodát, és a Gromov Repülőkísérleti Intézet (LII) munkatársa lett, ahol az ergonómiai laboratóriumot vezette. 1996-ban az intézet védelmi témákért felelős igazgató-helyettesévé nevezték ki. 1992-ben a pilótafülkékkel és kezelőszervekkel, a műholdas navigációval, a légi utántöltéssel, a nagy távolságú, valamint a nagy manőverezőképességű repüléssekkel kapcsolatos kísérleti tevékenység céljaira megalapította a „Berepülőpilóták” (Ljotcsiki-iszpitatyeli, Лётчики-испытатели) nevű csoportot, amelyből 1996-ban létrehozták a Repülőkísérleti Központot. 
Az 1990-es évek második felének több figyelemre méltó repülési teljesítménye fűződik a nevéhez. 1995-ben egy Szu–27-essel leszállás nélküli repülést hajtott végre Oroszországból Ausztráliába. 1999 júliusában és szeptemberében, két alkalommal, zárt körön az Északi-sark feletti repülést hajtott végre. Mindkét esetben légi utántöltéssel mintegy 15 000 km-t tett meg.
2006 szeptemberében Szergej Korosztyijev berepülőpilótával egy kétüléses Szu–30 fedélzetén Valerij Cskalov 1936-os legendás távolsági repülésének emlékére Moszkva és a távol-keleti Cskalov-szigetek között 12 500 km-es, több mint 15 órás repülést hajtott végre (4 légi-utántöltéssel). 1999-ben elvégezte az Oroszországi Föderáció elnöke mellett működő Államigazgatási Akadémiát.
Élete végéig Zsukovszkijban élt. Több magas rangú állami kitüntetés tulajdonosa. 1988-ban megkapta a Munka Vörös Zászló Érdemrendjét. 1990-ben a Szovjetunió érdemes berepülőpilótája lett.  1999-ben az Oroszország Hőse, 2000-ben pedig a Haza Szolgálatáért Érdemrend 3. fokozatával tüntették ki.